# 新人 (アルバム)
『新人』（しんじん）は、筋肉少女帯の13枚目のアルバム。

## 概要
- 筋肉少女帯の再始動1作目となるアルバム。前作『最後の聖戦』から約10年ぶりとなるオリジナルアルバムとなる。レコード会社もメジャーデビュー当時のトイズファクトリーに復帰。
- ジャケットイラストは浅田弘幸によるもので、大槻ケンヂ著の小説『ロッキン・ホース・バレリーナ』に登場する七曲町子を描いたものである。その小説の文庫版にも、本作と同じイラストが表紙に使われた。

## 演奏者
- 大槻ケンヂ - ボーカル
- 橘高文彦 - ギター
- 本城聡章 - ギター
- 内田雄一郎 - ベース
- 長谷川浩二 - ドラム (ゲスト)
- 湊雅史 - ドラム (ゲスト)
- 矢野一成 - ドラム (ゲスト)
- 三柴理 - キーボード  (ゲスト)
- 秦野猛行 - キーボード (ゲスト)

## 収録曲
| #         | タイトル                                     | 作詞       | 作曲                  | 編曲       | 時間  |
| --------- | -------------------------------------------- | ---------- | --------------------- | ---------- | ----- |
| 1.        | 「Period(Instrumental)」                     | -          | 三柴理                | 筋肉少女帯 | 1:53  |
| 2.        | 「仲直りのテーマ」                           | 大槻ケンヂ | 大槻ケンヂ            | 筋肉少女帯 | 3:34  |
| 3.        | 「イワンのばか '07」                         | 大槻ケンヂ | 橘高文彦 筋肉少女帯   | 筋肉少女帯 | 5:55  |
| 4.        | 「トリフィドの日が来ても二人だけは生き抜く」 | 大槻ケンヂ | 橘高文彦              | 筋肉少女帯 | 4:26  |
| 5.        | 「新世代への啓示」                           | 大槻ケンヂ | 本城聡章              | 筋肉少女帯 | 0:16  |
| 6.        | 「その後 or つづき」                         | 大槻ケンヂ | 本城聡章              | 筋肉少女帯 | 4:17  |
| 7.        | 「抜け忍」                                   | 大槻ケンヂ | 内田雄一郎            | 筋肉少女帯 | 4:18  |
| 8.        | 「Guru 最終形」                              | 大槻ケンヂ | 大槻ケンヂ            | 筋肉少女隊 | 6:29  |
| 9.        | 「ヘドバン発電所」                           | 大槻ケンヂ | 橘高文彦              | 筋肉少女帯 | 4:45  |
| 10.       | 「未使用引換券」                             | 大槻ケンヂ | 本城聡章              | 筋肉少女帯 | 3:42  |
| 11.       | 「交渉人とロザリア」                         | 大槻ケンヂ | 橘高文彦              | 筋肉少女帯 | 4:28  |
| 12.       | 「愛を撃ち殺せ!」                            | 大槻ケンヂ | 本城聡章              | 筋肉少女帯 | 3:57  |
| 13.       | 「黎明 (Instrumental)」                      | -          | 三柴理                | 筋肉少女帯 | 1:54  |
| 14.       | 「モーレツア太郎 '07」                       | 大槻ケンヂ | 大槻ケンヂ 三柴江戸蔵 | 筋肉少女帯 | 2:31  |
| 15.       | 「新人バンドのテーマ」                       | 大槻ケンヂ | 本城聡章              | 筋肉少女帯 | 1:53  |
| 合計時間: | 合計時間:                                    | 合計時間:  | 合計時間:             | 合計時間:  | 54:18 |